# Pseudococculinidae
Pseudococculinidae là một họ động vật chân bụng trong nhánh Vetigastropoda (theo phân loài động vật chân bụng của Bouchet & Rocroi, 2005).
Họ này không có phân họ.

## Chi
Amphiplica Haszprunar, 1988
- Amphiplica plutonica Leal & Harasewych, 1999[2]

Copulabyssia Haszprunar, 1988
- Copulabyssia colombia Ardila & Harasewych, 2005[3]

Pilus Waren, 1991
- Pilus conicus (Verrill, 1884)[5]